# Tischmarionette

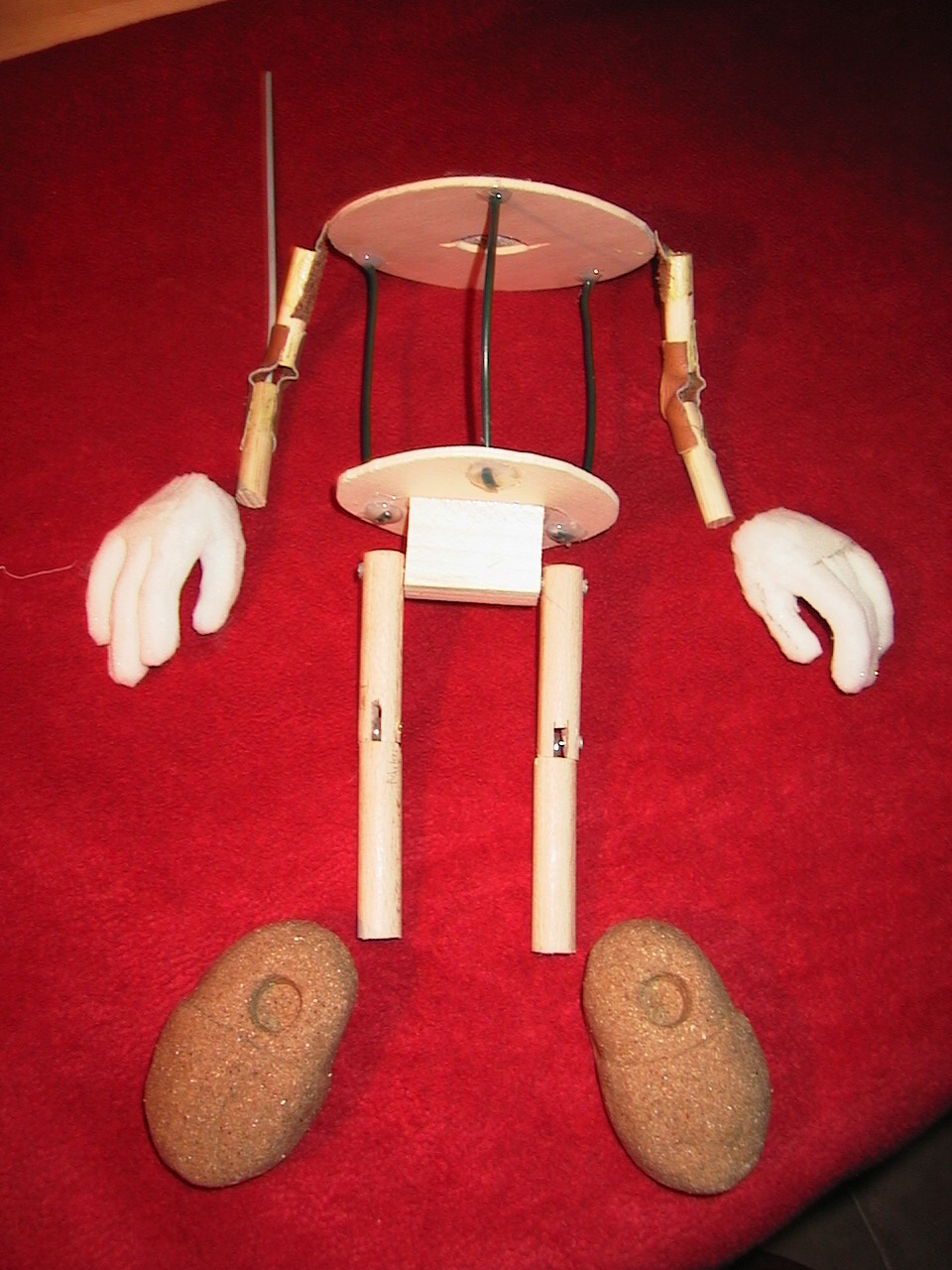
Tischfigur im Rohzustand

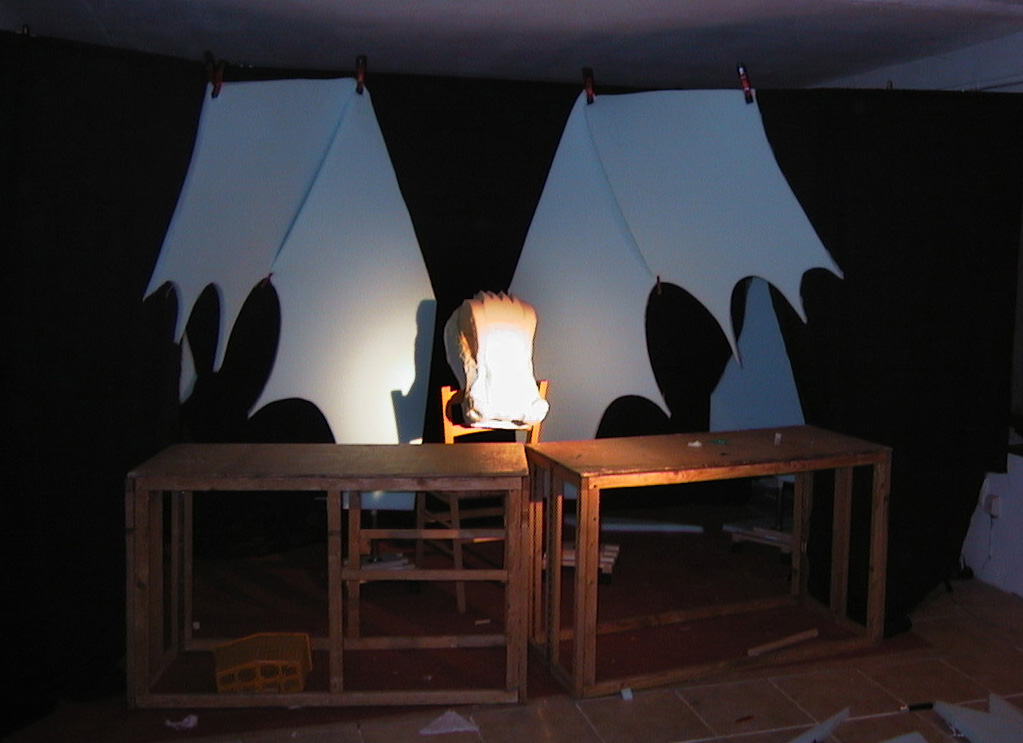
Drache im Rohzustand

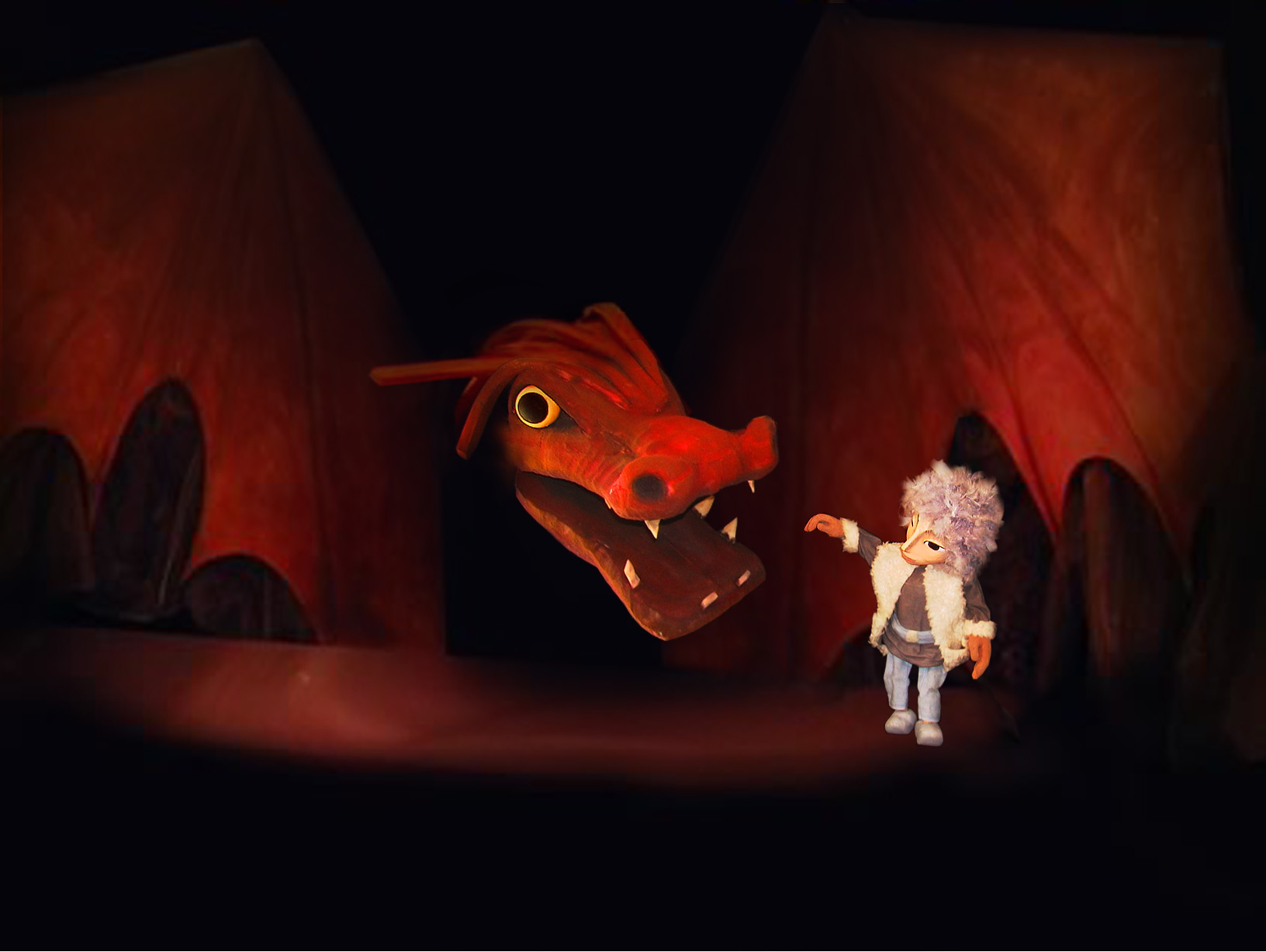
Klappmaul-Großfigur und Tischmarionette auf der Bühne (Figurentheater Winter)

Die Tischmarionette oder Tischfigur wird von hinten auf einer etwa tischhohen Bühne gespielt. Sie kann durch Stäbe von außen oder durch Innenführung bewegt werden. 
Komplizierte Techniken wie Fadenzüge für Beine, bewegliche Hände, Mund und Augen sind ebenso in dieser  Puppenart vertreten, wie einfach gebaute Stellfiguren. Auch in der Größe ist die Tischfigur äußerst variabel, sie kann wenige Zentimeter messen oder die ganze Tischbühne einnehmen.
Der Marionette ähnlich lässt diese Figurenart die ganzkörperliche Darstellung zu und ermöglicht daher große gestalterische Freiheit, die bis ins Skulpturale gehen kann. Zusätzlich besitzt sie Vorteile der Stabfigur und eignet sich wie diese zum spontanen Spiel, weil sie direkt geführt wird. Sie wird für schwarzes Theater genauso wie für offenes Spiel eingesetzt und ist in allen Themenbereichen zu Hause.